# House by the River
Pour les articles homonymes, voir Au fil de l'eau.
Pour plus de détails, voir Fiche technique et Distribution.
House by the River (titre québécois : Au fil de l'eau) est un film noir américain réalisé par Fritz Lang, sorti en 1950.

## Synopsis
Stephen Byrne, un romancier en panne d'inspiration qui vit et travaille près d'une rivière, tue involontairement sa jolie servante qui s'était mise à crier après qu'il lui a fait des avances sous l'emprise de l'alcool. L'écrivain, avec l'aide de son frère boiteux, dissimule le corps dans un sac qu'ils jettent dans la rivière. Mais, quelque temps plus tard, le corps remonte à la surface et vient flotter près de la maison. En dépit des efforts de Byrne pour récupérer le corps, la police s'en empare avant eux. Il se rend bientôt compte que le drame profite aux ventes de ses romans et que, complice forcé, son frère va se retrouver accusé seul du meurtre. Dans un état de proche folie dû au meurtre, il retrouve son inspiration et entreprend la rédaction d'un livre sur le crime. Alors qu'il sombre dans la folie, son frère, dont la condamnation semble inéluctable, et sa femme, délaissée malgré ses efforts, tombent  amoureux.

## Fiche technique
- Réalisation : Fritz Lang
- Scénario : Mel Dinelli d'après le roman éponyme de A. P. Herbert
- Production : Howard Welsch
- Photographie : Edward J. Cronjager
- Musique : George Antheil
- Direction artistique : Boris Leven
- Costumes : Adele Palmer
- Montage : Arthur D. Hilton
- Société de production : Fidelity Pictures Corporation
- Société de distribution : Republic Pictures
- Pays d'origine : États-Unis
- Langue originale : anglais
- Format : Noir et blanc - 1.37 : 1 - Mono (RCA Sound System)
- Genre : Film dramatique, Film policier, Thriller, Film noir
- Durée : 83 minutes
- Dates de sortie : 
  - États-Unis :  25 mars 1950
  - Canada : 13 juillet 1950
  - France : 24 avril 2019

## Distribution
- Louis Hayward : Stephen Byrne
- Jane Wyatt : Marjorie Byrne
- Lee Bowman : John Byrne
- Dorothy Patrick : Emily Gaunt
- Ann Shoemaker : Mme Ambrose
- Jody Gilbert : Mlle Flora Bantam
- Sarah Padden : Mme Beach
- Will Wright : l'inspecteur Sarten
- Kathleen Freeman : Effie Ferguson, une invitée de la soirée
- Margaret Seddon : Mme Whittaker, une invitée de la soirée
- Peter Brocco : Harry, le coroner
- Howland Chamberlain : le procureur
- William Fawcett : Elmer (non crédité)
- Carl 'Alfalfa' Switzer : Walter Herbert, employé de bureau (non crédité)

## À noter
- Fritz Lang voulait à l'origine que la femme de chambre soit noire pour que la lutte des classes soit un thème structurant de son intrigue. Les intérêts financiers des producteurs ont totalement rejeté cette idée.
- Sur le plan des parallèles entre les œuvres de Fritz Lang et d'Alfred Hitchcock, le décor ainsi que le contexte narratif (esthétique du meurtre et sa résolution par l'association épouse-frère/amant-sœur) sont à rapprocher avec (10 années plus tard) Psychose.
- Ce film est l'un des rares de Lang à être resté inédit en France jusqu'à une unique diffusion à la télévision au Cinéma de minuit en 1979 (titre traduit alors par Au fil de l'eau). Il sort en version restaurée sur les écrans français en avril 2019[1].

## Réception critique
Les critiques de l'époque furent mitigées. La critique moderne, réévaluant l'importance du film noir, lui accorde un plus grand intérêt. Richard Brody écrit en 2005 pour The New Yorker : 

« Chaque détail de ce film, depuis les plans d’ouverture près de la rivière et du vent dans les arbres possède une résonance morale. Stephen promet de changer, mais au moment où il écoute lascivement l’écoulement de l’eau du bain d’Emily dans les tuyaux, son issue tragique est déjà prédite — et les éléments naturels, le vent et l'eau, sont les ultimes agents de son châtiment. »

Lors de la sortie, au cinéma, en France en 2019, le critique du Monde écrit :

« Sur cette base de film noir en costumes, Fritz Lang mène une étude psychologique confondante sur ce que le théoricien Theodor Adorno nommera, au même moment, la ‘’personnalité autoritaire’’. »
Et : 
 « Le scepticisme de Lang trouve ici une expression aussi implacable que mélancolique, la violence advenant dans un souffle d’inadvertance, les personnages contenant en eux-mêmes, au plus profond de leur condition, les germes de leur propre destruction. »

— Mathieu Macheret